# Christine de Deux-Ponts-Birkenfeld
Christiane Henriette de Palatinat-Deux-Ponts-Birkenfeld (16 novembre 1725, Ribeauvillé – 11 février 1816, Arolsen) est une comtesse de Palatine de Deux-Ponts-Birkenfeld par la naissance et par mariage princesse de Waldeck-Pyrmont.

## Biographie
Christiane Henriette est la fille du duc Christian III de Deux-Ponts-Birkenfeld (1674-1835) de son mariage avec Caroline de Nassau-Sarrebruck (1704-1874), fille de Louis-Crato de Nassau-Sarrebruck. Christiane Henriette est la sœur de Christian IV de Deux-Ponts-Birkenfeld, Caroline de Palatinat-Deux-Ponts-Birkenfeld, et de Frédéric de Deux-Ponts-Birkenfeld. Elle est aussi la tante du premier roi de Bavière Maximilien Ier.
Elle épouse le 19 août 1741 à Deux-Ponts, Charles-Auguste de Waldeck-Pyrmont (1704-1763). Après la mort de son mari, en 1763, elle est régente de la principauté et tutrice de son fils premier-né de 1764 à 1766. Dans les années 1764 à 1778, le Nouveau Château d'Arolsen est construit comme son douaire par Franz Friedrich Rothweil.
Christiane Henriette est jugée très instruite dans les arts et les sciences. Elle est une amie proche de l'anthropologue Johann Friedrich Blumenbach Christiane constitue une bibliothèque complète, qui, en 1788 inclus environ 6 000 volumes et dans son Château d'Arolsen, constituant une collection d'histoire naturelle.
En 1750, son frère Christian III de Deux-Ponts-Birkenfeld épouse une jeune danseuse Marianne Camasse qui, avec l'aide du roi Louis XV de France, sera titrée par le beau-père du roi comtesse de Forbach. Le duc meurt en 1774 et la comtesse de Forbach s'installe à Paris où, sachant se faire apprécier, elle est une proche de la famille royale. Elle meurt dans la capitale Française en 1807 non sans avoir soutenu les intérêts de la Bavière.
Le neveu de la princesse de Waldeck, Maximilien de Deux-Ponts, succède à son frère en 1795 puis à son lointain cousin Charles-Théodore, électeur de Bavière et de Palatinat en 1799. D'abord, au service de la France, il donne pour parrain à son fils aîné le roi Louis XVI de France en vertu de quoi l'enfant est prénommé Louis. La fille aînée de Maximilien épouse en 1806 Eugène de Beauharnais, vice-roi d'Italie, fils adoptif de l'empereur des Français Napoléon Ier. L'empereur des Français élève au rang de royaume la Bavière. Pour conserver sa couronne, Maximilien rejoint le camp des alliés en 1813. 
Veuve en 1763, Christiane Henriette meurt en 1816 à l'âge de 80 ans et est enterrée dans le parc de son Château neuf à Arolsen. Elle laisse une dette considérable, et une partie de sa bibliothèque et de la collection d'œuvres d'art sont mis aux enchères en 1820.

## Descendance
De son mariage avec Charles Auguste, Christiane Henriette a les enfants suivants:
- Charles (1742-1756)
- Frédéric-Charles-Auguste de Waldeck-Pyrmont (1743-1812), prince de Waldeck et Pyrmont
- Christian Auguste de Waldeck (1744-1798), maréchal portugais
- Georges Ier de Waldeck-Pyrmont (1747-1813), prince de Waldeck et Pyrmont, marié en 1784, la princesse Auguste de Schwarzbourg-Sondershausen (1768-1849)
- Caroline de Waldeck-Pyrmont (1748-1782), mariée en 1765 (divorcé 1772) Pierre von Biron, duc de Courlande (1724-1800)
- Louise (1751-1816), mariée en 1775 au duc Frédéric-Auguste de Nassau-Usingen (1738-1816)
- Louis (1752-1793), général néerlandais, tué à la bataille